# Stachelbartverwandte
Die Stachelbartverwandten (Hericiaceae) sind parasitische oder saprotrophe Weißfäulepilze aus der Ordnung der Täublingsartigen (Russulales). Sie haben ein monomitisches Hyphensystem, sulfoaldehyd-negative Gloeozystiden sowie relativ kleine, fast kugelige bis ellipsoide und amyloide Sporen. Es sind also in erster Linie mikromorphologische Merkmale, die die Familie vereinen und zusammenhalten. Die Familie enthält vier Gattungen: Die Stachelbärte (Hericium) mit großen korallig-verzweigten Fruchtkörpern und einem hydnoiden Hymenophor aus fleischigen, herabhängenden Stacheln, die Gattungen Dentipellis und Dentipellicula mit resupinaten Fruchtkörpern und einem hydnoiden Hymenophor und die Krustenschichtpilze (Laxitextum) mit einem resupinaten bis stereoiden Fruchtkörper und einem glatten Hymenophor. Die Typusgattung ist Hericium.

## Merkmale
Die Vertreter der Familie besitzen weißliche, cremefarbene oder bräunlich bis braun gefärbte Fruchtkörper, die resupinat, stereoid oder korallenartig verzweigt sein können. Die Oberfläche kann glatt, filzig oder behaart sein. Das Hymenophor ist glatt oder hydnoid (also stachelig, beziehungsweise zahnig) und das Fleisch mehr oder weniger weich. Das monomitische Hyphensystem besteht aus mehr oder weniger dünnwandigen, oft auffällig aufgeblähten Hyphen an deren Septen in der Regel Schnallen ausgebildet sind. Einige Hyphen besitzen eine unregelmäßige, gewundene Struktur und haben einen stark lichtbrechenden Inhalt. Sie werden oft als gloeoplere Hyphen bezeichnet. Ebenfalls typisch ist das Auftreten von sulfoaldehyd-negativen Gloeozystiden. Die keuligen Basidien tragen vier, mit 3,5–6,5 µm Länge ziemlich kleine, kugelige bis ellipsoide Basidiosporen. Die Sporen sind hyalin, dünn- bis mäßig dickwandig und meist ornamentiert. Sie sind stark amyloid, färben sich also mit Jodreagenzien blau an.

## Ökologie und Verbreitung
Die Familie ist vor allem in der nördlichen gemäßigten Zone verbreitet. Die Weißfäulepilze sind überwiegend Saprobionten, die auf morschem Laub- oder Nadelholz wachsen. Einige Arten können eine Kernfäule hervorrufen und/oder wachsen auf den abgestorbenen Teilen lebender Bäume.

## Systematik
Die Familie der Stachelbartverwandten (Hericiaceae) wurde 1964 durch den niederländischen Mykologen M.A. Donk eingeführt. Entgegen der traditionellen Pilzsystematik war nicht die Fruchtkörpermorphologie das verbindende Merkmal, das die Familie vereinte und zusammen hielt, sondern es waren in erster Linie Mikromerkmale wie: ein monomitisches Hyphensystem, Schnallen, Gloeozystidialsystem, sulfoaldehyd-negative Gloeozystiden und kleine, amyloide Sporen. So verwundert es nicht, dass die Vertreter der sechs Gattungen, die Donk in die Familie stellte, sehr unterschiedliche Fruchtkörper haben. Hericium und Creolophus (gehört heute zur Gattung Hericium) haben korallig-verzweigte Fruchtkörper und ein hydnoides Hymenophor; Clavicorona (mit den heute zu Artomyces gehörenden Arten) hat korallig-verzweigte Fruchtkörper mit aufrechten Spitzchen oder Krönchen und ein glattes Hymenophor und Laxitextum hat resupinate bis stereoide Fruchtkörper und ebenfalls ein glattes Hymenophor. Außerdem stellte Donk noch die Zahnhäute (Dentipellis) und die damals neu eingeführte Gattung Stecchericium in die Familie. Beide haben resupinate bis effuso-reflexe Fruchtkörper und ein hydnoides oder zahniges Hymenophor. Die überwiegend tropische Gattung Stecchericium ist ein unklares Taxon, das nach wie vor unzureichend von ähnlichen Gattungen abgegrenzt ist. Derzeit wird die Gattung in die Familie der Bergporlingsverwandten gestellt. Bisher (Stand 2016) wurde noch keine Art der Gattung molekularbiologisch untersucht.
Hericium, Dentipellis und Creolophus wurden früher in die Familie der Stoppelpilzverwandten (Hydnaceae) gestellt, bevor M.A. Dank sie 1931 in die damals noch überwiegend künstliche Familie der Prachtrindenpilzverwandten (Corticiaceae) stellte. Er tat dies, weil diese Gattungen große Übereinstimmungen mit der Gattung Gloeocystidiellum hatten, die damals wegen ihrer corticioiden Fruchtkörper noch in dieser Familie stand.
Die der Becherkoralle (C. pyxidata) nahestehenden Arten der Gattung Clavicorona hielt Donk wegen ihrer Gloeozystiden, der amyloiden Sporen und dem monomitischen Hyphensystem für nahe Verwandte der Stachelbärte. (Die Typusart der Gattung Clavicorona taxophila hat allerdings inamyloide Sporen und keine Gloeozystiden. Dies ist auch der Grund dafür, dass W. Jülich Clavicorona pyxidata 1982 in die Gattung Artomyces und in die Familie der Ohrlöffelstachelingsverwandten (Auriscalpiaceae) stellte.) Donk sah als ein weiteres verbindendes Merkmal die korallig-verzweigten Fruchtkörper, mit dem Unterschied, dass bei Clavicorona die herabhängenden Stacheln oder Zähnchen fehlten. Donks Meinung nach bildeten die Becherkorallen zusammen mit den Stachelbärten den Kern der Familie. Das wichtigste, verbindende Merkmal innerhalb der Familie war für Donk das auffällige Gloeozystidialsystem, das meist aus gloeopleren Hyphen und im Hymenium endenden Gloeozystiden besteht. Deshalb beließ er die Gattung Amylaria, die F. Kotlaba und Z. Pouzar 1957 zusammen mit der Gattung Hericium in die Familie der Bergpolingsverwandten (Bondarzewiaceae) gestellt hatten, im Gegensatz zu den Stachelbärten in dieser Familie. Er tat dies, obwohl beide Gattungen viele gemeinsame Merkmale besitzen, aber Amylaria die (sulfoaldehyd-negativen) Gloeozystiden fehlten.
Im Gegensatz dazu besitzen die ebenfalls sehr ähnlichen Gattungen der Ohrlöffelstachelingsverwandten (Auriscalpiaceae) wie die Stachelbartverwandten ein Gloeozystidialsystem, amyloide Sporen und zumindest teilweise ein hydnoides Hymenophor. Donk schloss sie aus der Familie der Hericiaceae aus, weil sie ein dimitisches Hyphensystem und sulfoaldehyd-positive Gloeozystiden haben. Ihm war dabei wohl nicht klar, dass zwei Verwandte der Becherkoralle (C. pyxidatus), C. colensoi und C. dichotoma ebenfalls ein dimitisches Hyphensystem und die meisten Arten der Gattung sulfoaldehyd-positive Gloeozystiden haben. Erst jüngere molekularbiologische Untersuchungen haben gezeigt, dass die Becherkorallen zur Ohrlöffelstachelingsverwandtschaft gehören.
Neuere molekularbiologische Untersuchungen durch S.L. Miller und E. Larsson und K.-H. Larsson konnten zeigen, dass Hericium, Dentipellis und Laxitextum nahe verwandt sind und innerhalb der Ordnung der Täublingsartigen zu einer gemeinsamen Abstammungsgemeinschaft gehören. Außerdem zeigten sie, dass Creolophus cirrhatus, trotz seiner glatten Sporen zur Gattung Hericium gehört.
Molekularbiologische Arbeiten von D. Hibbett (1997) und S.L. Miller (2006) sowie das Auftreten des Group I Introns in der kleinen Untereinheit des ribosomalen DNA-Gens zeigen, dass die Gattungen Artomyces, Lentinellus und Auriscalpium miteinander verwandt sind und die Becherkorallen folglich zur Familie der Ohrlöffelstachelingsverwandten gehören. Eine Verwandtschaft von Artomyces mit Amylostereum wie sie E. Larsson und K.-H. Larsson 2003 gefunden hatten, konnte durch andere Arbeitsgruppen nicht bestätigt werden. Ihr Ergebnis ist wohl auf einen Fehler bei der Sequenzierung des LSU-rDNA-Gens zurückzuführen. Schon die zahlreichen morphologischen Unterschiede zwischen den beiden Gattungen hatten eine solche Verwandtschaft sehr unwahrscheinlich gemacht.

## Gattungen
Dentipellicula 2 Arten

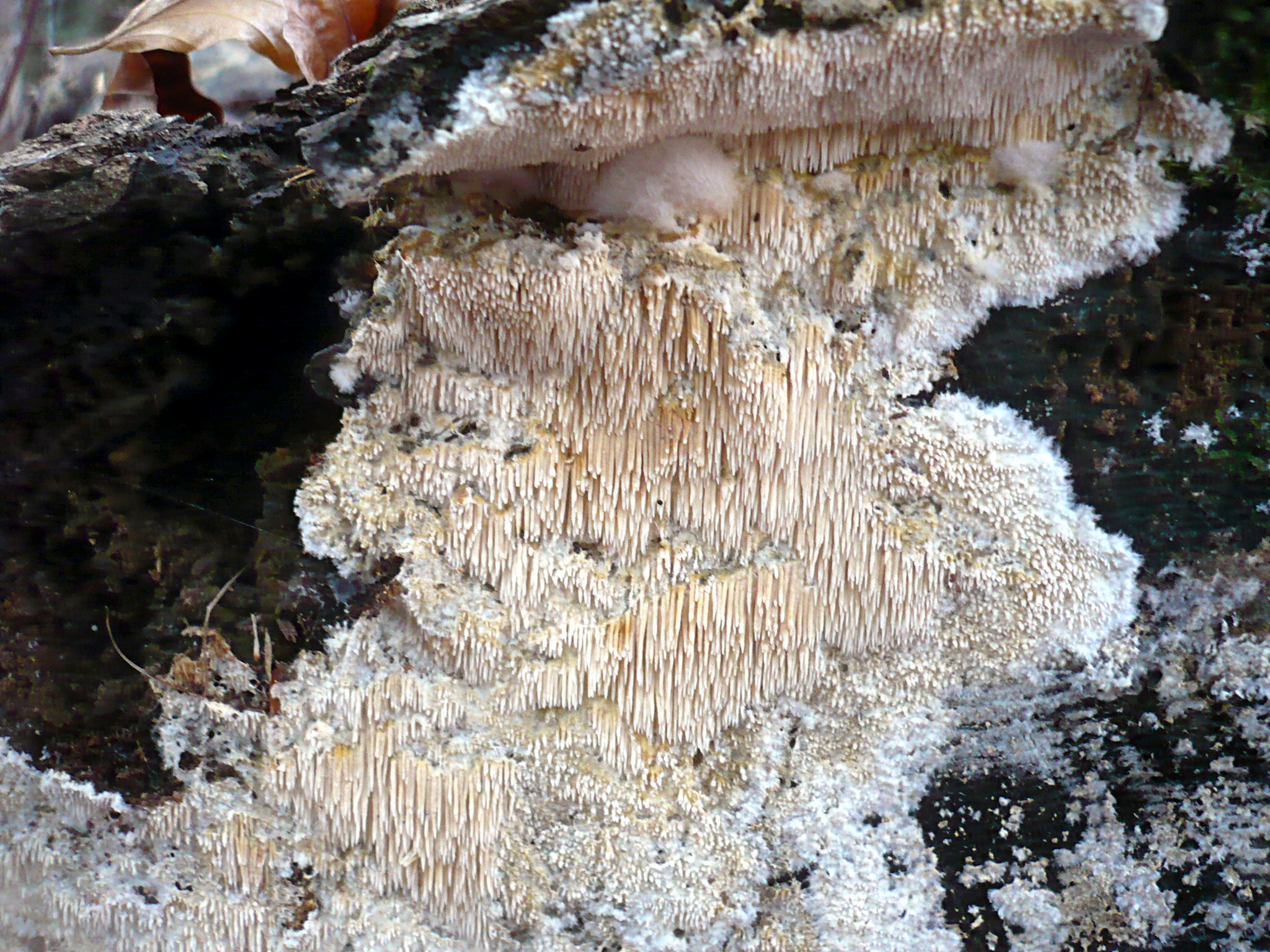
Die Typusart der Zahnhäute Dentipellis fragilis

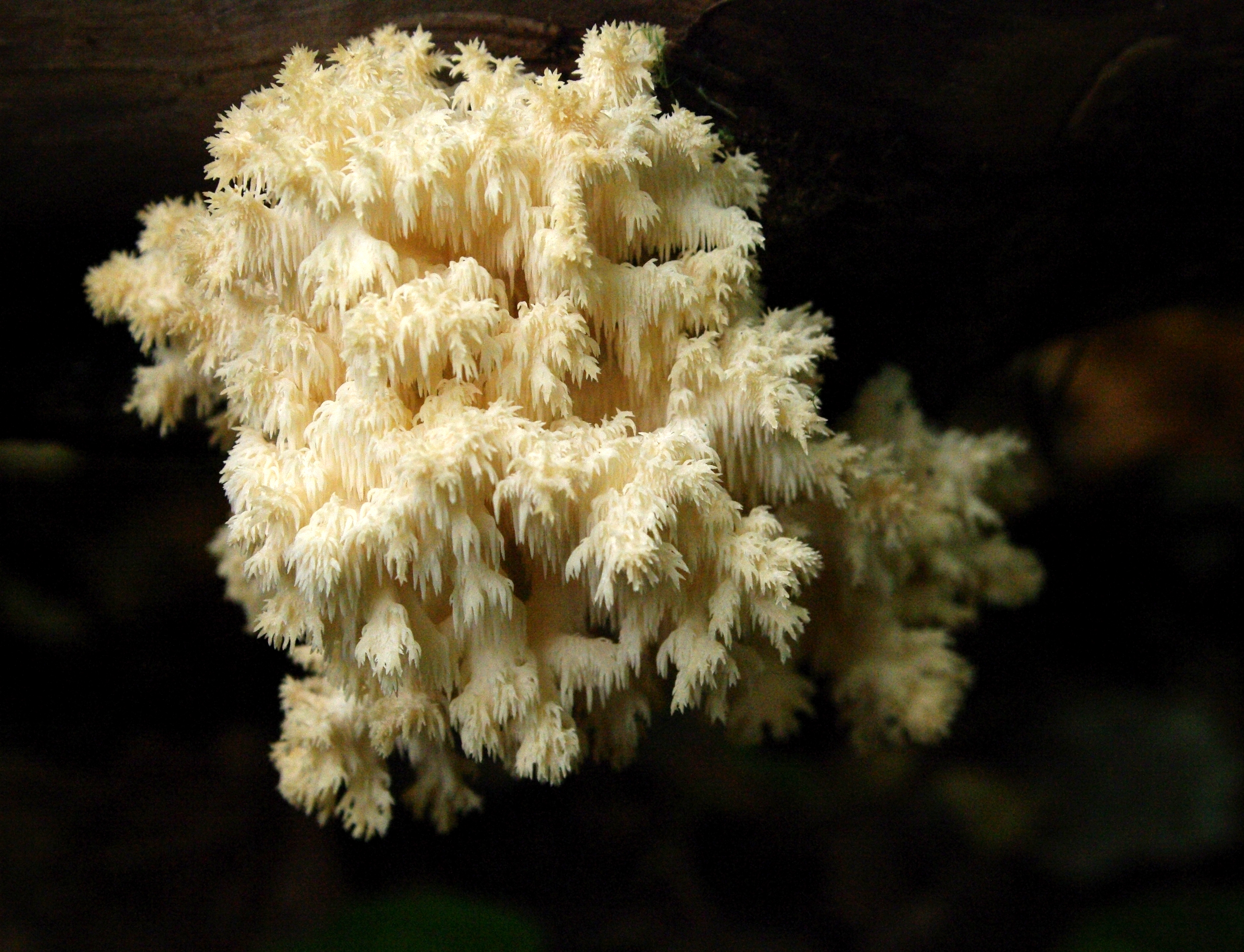
Der Ästige Stachelbart (Hericium coralloides)

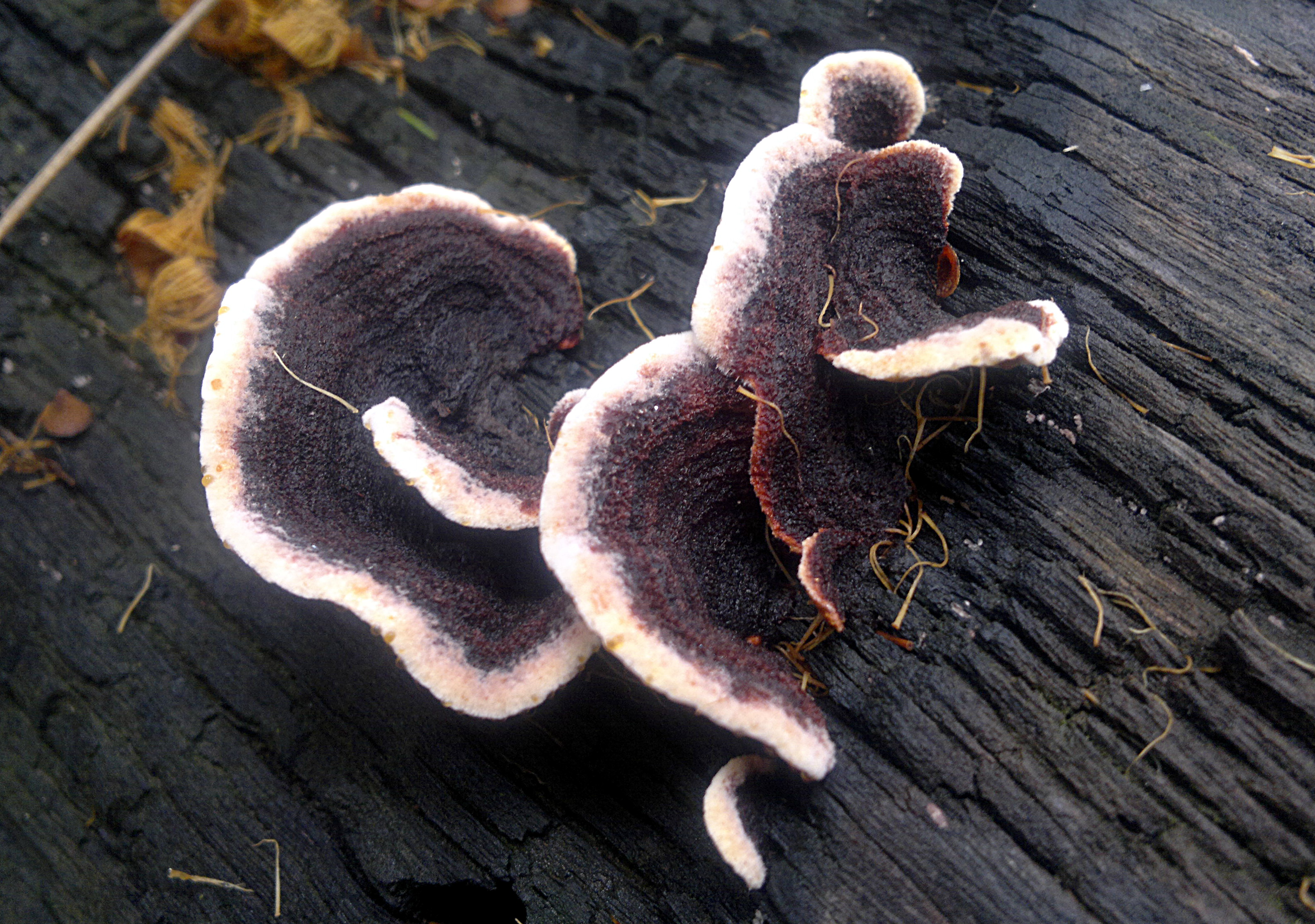
Der Zweifarbige Krustenschichtpilz (Laxitextum bicolor)

Sie haben effuso-reflexe bis pileate Fruchtkörper und ein hydnoides Hymenophor. Die Stacheln sind weich-korkig, der Rand ist wattig und schmal. Auch das Subiculum ist weich-korkig und weißlich oder blass. Falls vorhanden ist die Hutoberfläche zimt- bis gelbbraun und undeutlich konzentrisch gezont und unbehaart. Gloeoplere Hyphen können vorkommen oder fehlen, doch im Hymenium findet man stets Gloeozystiden. Die leicht dickwandigen Basidiosporen sind hyalin, rau und stark amyloid. Die Typusart ist Dentipellicula taiwaniana (Sheng H. Wu) Y.C. Dai & L.W. Zhou.
Zahnhäute (Dentipellis) 7 Arten
Die Gattung der Zahnhäute (Dentipellis) ist makroskopisch gekennzeichnet durch ihre resupinaten Fruchtkörper, das hydnoide Hymenophor mit langen Zähnen oder Stacheln, die aus einem dünnen aber deutlich entwickeltem Subiculum herauswachsen. Mikroskopische Merkmale sind das monomitische Hyphensystem, die typischen Gloeozystiden, sowie fast kugelige, warzig bis stachelig ornamentierte, amyloide Basidiosporen. Die Hyphen und die keuligen, viersporigen Basidien haben in der Regel Schnallen. Die Typusart ist Dentipellis fragilis (Pers.) Donk
Stachelbärte (Hericium)  Pers. 13 Arten
Die Stachelbärte sind makroskopisch durch die großen, meist korallig verzweigten und fleischig-stacheligen Fruchtkörper und mikroskopisch durch ihre Gloeozystiden und die ellipsoiden, amyloiden, ornamentierten Basididiosporen gekennzeichnet. Die Oberfläche ist filzig bis borstig. Sowohl die Hyphen als auch die viersporigen und keuligen Basidien besitzen Schnallen, das Hyphensystem monomitisch. Die Weißfäulepilze wachsen auf Holz. Die Typusart ist Hericium coralloides (Scop.) Pers.
Krustenschichtpilze  (Laxitextum) 3 Arten.
Krustenschichtpilze sind durch ihre resupinaten bis stereoiden Fruchtkörper, das Vorkommen von dünnwandigen Gloeozystiden und durch die feinstacheligen, amyloiden Basidiosporen gekennzeichnet. Die sterile Oberfläche ist filzig, das weiße bis cremefarbene Hymenophor glatt und weißlich gefärbt. Die dünnwandigen Hyphen sind fast hyalin bis bräunlich. Die Gloeozystiden sind zylindrisch bis pfriemlich und häufig eingeschnürt. Die Weißfäulepilze wachsen auf abgestorbenen Laubhölzästen, die in der Regel Erdkontakt haben. Die Typusart ist Laxitextum bicolor (Pers.) Lentz

## Bedeutung
Einige Arten sind essbar. Viele Arten sind selten und stehen in vielen europäischen Ländern auf der Roten Liste. In der traditionellen chinesischen Medizin werden einige Stachelbartarten als Heilpilze eingesetzt.